# トゥクムバラム
トゥクムバラム、トゥクンバラム（tucumbalam）は、マヤ神話「ポポル・ヴフ」に登場する神。またはNationQuiché 評議会の本で言及されているグアテマラ キチェ族インディアンの神話における神かもしくは鳥悪魔。
原初、神々は自分達を崇め、養い、糧を用意するものを求め、木で人形を造った。だがその木の人形は魂や知恵を持たない失敗作だった。神々は失望し木の人形達を滅ぼすことにした。樹脂が夥しく降り注ぎ、天の心によって大洪水が引き起こされた。そしてシェコトコヴァッチ、カマロッツ、コッツバラム、トゥクムバラムが現れた。トゥクムバラムは彼らの骨や神経を打ち砕き、切り刻んだ。
また、トゥクムバラムの名前はブルジョフクロウをも意味する。